# ヴィシトル山
ヴィシトル山（セルビア語: Виситор）は、モンテネグロ・プラヴにある標高2,211メートル (7,254 ft)の山である。

## 概要
ディナル・アルプス山脈のモンテネグロ国内部分に存在する山で、アルバニアとの国境に近い。行政的にはモンテネグロのプラヴに属しており、プラヴ湖からは北西12km程の地点に存在している。リム川の源流としても知られている。
山頂はバンデラ峰とプラナ峰と存在している他、山腹の標高1,820メートル (5,970 ft)地点にはヴィシトル湖（Visitorsko jezero）が存在している。この湖は長さ92メートル (302 ft)、幅73メートル (240 ft)、水深4メートル (13 ft)の湖である。
山腹は森になっているが、上部になると草原や岩地となる。